# Recep Yıldız
Recep Yıldız (* 10. März 1986 in Stuttgart) ist ein ehemaliger türkischer Fußballprofi, der zurzeit als Spielertrainer im deutschen Amateurbereich tätig ist.

## Karriere
Der Abwehrspieler verbrachte seine fußballerische Jugendzeit zunächst beim SKV Stuttgart-Freiberg, bis er in die  Jugendabteilung der Stuttgarter Kickers wechselte. Er machte auf sich aufmerksam, als er am 9. September 2006 mit den Stuttgarter Kickers den Hamburger SV aus dem DFB-Pokal warf und dabei zwei Tore erzielte.
Bisher spielte er zweimal für die türkische U-21-Nationalmannschaft und schoss dabei ein Tor.
Nach der Saison 2007/08  verließ er die Kickers und unterschrieb einen Dreijahresvertrag beim türkischen Erstligisten Antalyaspor. Sein erster Einsatz war ein Pflichtspiel gegen Galatasaray Istanbul am 13. September 2008.
Sein Vertrag wurde vorzeitig im beidseitigen Einverständnis aufgelöst, da er in Antalya kaum zum Einsatz kam.
Seit der Saison 2009/10 spielte er beim Aufstiegskandidaten zur Süper Lig
Adanaspor und hatte einen Stammplatz in der Startelf. Anschließend war er noch bei den türkischen Drittligisten Beypazarı Şekerspor und Körfez FK aktiv, wo er aber nur noch auf wenige Einsätze kam.
2012 kehrte Recep Yildiz nach Stuttgart zurück und ist seitdem beim unterklassigen FC Stuttgart-Cannstatt als Spielertrainer tätig. Der Verein ging 2006 aus dem TSV Hilalspor hervor und schaffte 2014 den Aufstieg in die Bezirksliga.